# Cool'n'Quiet
Cool'n'Quiet é um tecnologia introduzida pela AMD para controlar o clock e a voltagem dos processadores reduzindo-os quando ociosos, iniciamente introduzida na linha de Sempron Palermo. Esta tecnologia reduz o consumo e a carga de trabalho do cooler do processador. A origem do nome deriva das palavras "cooler" e "quieter". A tecnologia é similar a criada pela Intel chamada SpeedStep e PowerNow! da propria AMD, desenvoldidas com foco em portáteis como laptops e notebooks para reduzir o consumo e aumentar a duração das baterias.
Devido ao seu uso diferenciado, o Cool'n'Quiet é usado exclusivamente em desktops e nos servidores, enquanto que o PowerNow! é usado em processadores para portáteis, as tecnologias são similares mas não idênticas. Esta tecnologia também foi introduzida no "e-stepping" dos Opterons, no entanto é chamada de Optimized Power Management.
Cool'n'Quiet é suportado no Linux à partir da versão 2.6.18 (usando o driver powernow-k8), FreeBSD 6.0-CURRENT em diante.

## Implementações
Para usufruir da tecnologia Cool'n'Quiet é preciso:
- Habilitar o Cool'n'Quiet na BIOS;
- No Windows XP e 2000 o perfil de economia de energia deve ser ativado;
- No Windows Vista e 7 as "opções de energia avançadas" deve ser menor que 100% para que o recurso entre em ação.

Para funcionar no Windows Vista e 7 o perfil de "Alto desempenho" não deve estar ativo.
Ao contrário do Windows XP o Vista só suporta o Cool'n'Quiet só funciona em computadores com placas-mãe que tenham ACPI 2.0 ou superior.
Em versões anteriores do Windows, são necessários drivers e o software para a tecnologia funcionar.

## Processadores com suporte a tecnologia
- Athlon 64 and X2 - todos os modelos
- Athlon 64 FX - FX-53 (somente Soquete 939) e superior
- Athlon II - todos os modelos
- Sempron - Soquete 754: 3000+ e superior; Soquete AM2: 3200+ e superior
- Opteron - E-stepping e superior, marcado como Optimized Power Management
- Phenom - todas as versões suportam Cool'n'Quiet 2.0
- Phenom II - suporta Cool'n'Quiet 3.0
- AMD Fusion - veja Phenom II